# Dylan Sikura
Dylan Sikura, född 1 juni 1995, är en kanadensisk professionell ishockeyforward som spelar för Traktor Chelyabinsk i KHL. I NHL har han tidigare spelat för Chicago Blackhawks och Vegas Golden Knights i NHL. Han har även spelat på lägre nivå för Northeastern Huskies (Northeastern University) i National Collegiate Athletic Association (NCAA) och i Rockford IceHogs i AHL.  Sikura draftades i sjätte rundan i 2014 års draft av Chicago Blackhawks som 178:e spelare totalt.

## Spelarkarriär

### College
Han spelade totalt 137 matcher under sina fyra år med Northeastern, på vilka han gjorde 146 poäng. Hans poängtotal är den 14:e högste någonsin för en Northeastern-spelare. Han var en bidragande faktor till lagets seger i Hockey East Championship säsongen 2015/16 och utnämndes till Hockey East Second-Team All-Star säsongen därpå. I sin sista säsong med Northeastern var han den NCAA-spelare som gjorde tredje flest poäng då han gjorde 22 mål och 32 assist på 35 matcher. Han utnämndes både till Hockey East All-Tournament laget och All Star-laget och var en av finalisterna i Hobey Baker Award som ges till den bäste spelaren i NCAA Division I, tillsammans med sina lagkamrater Adam Gaudette och Jeremy Davies.

### NHL
Den 25 mars 2018 skrev han på ett tvåårigt nybörjarkontrakt med Blackhawks. I sin NHL-debut, den 29 mars 2018, gjorde Sikura två poäng då han assisterade vid två av målen på Winnipeg Jets Eric Comrie. Matchen kom att bli mycket omtalad då Chicago Blackhawks blev tvungna att kalla in en akut backup-målvakt i Scott Foster som inte spelat ishockey på professionell nivå tidigare. Sikura spelade totalt fem matcher för Backhawks under sin första säsong med laget, och snittade 13:24 minuters istid per match.
Inför säsongen 2018/19 blev Sikura nerskickad till Blackhawks farmarlag Rockford IceHogs i AHL. Han ledde såväl den interna poängligan som den interna skytteligan när han den 12 december 2018 kallades upp till Blackhawks för första gången den säsongen. Efter 11 matcher, på vilka han gjorde sammanlagt tre poäng, skickades han återigen ner till IceHogs. Den 11 februari kallades Sikura upp till Blackhawks igen. Han gjorde fem poäng till innan han den 2 april skickades tillbaka till Rockford Icehogs för att försöka hjälpa laget att nå slutspelet i Calder Cup. 
Den 28 juni 2019 meddelades att Sikura skrivit på ett nytt tvåårigt kontrakt med Chicago Blackhawks, värt 750 000 dollar årligen. Sikura inledde säsongen 2019/20 med spel i AHL, men kallades upp till Blackhawks den 8 december. Den 5 januari 2020 gjorde han sitt första mål i NHL-karriären, på Detroit Red Wings Jimmy Howard. Han utnämndes till matchens första stjärna.
Den 28 september 2020 trejdades Dylan Sikura till Vegas Golden Knights, i utbyte mot Brandon Pirri.

### Internationellt
Sikura respresenterade Kanada i 2017 års Spengler Cup. Han gjorde sammanlagt en poäng på fyra spelande matcher när han hjälpte Kanada att vinna turneringen.

## Statistik
| 2010–11     | South Central Coyotes | ETA         | 54  | 19 | 22 | 41  | 16 | —  | —  | —  | —  | —  |
| 2010–11     | St. Andrew's College  |             | 2   | 0  | 0  | 0   | 0  | —  | —  | —  | —  | —  |
| 2011–12     | Aurora Tigers         | OJHL        | 44  | 6  | 12 | 18  | 2  | 9  | 2  | 0  | 2  | 0  |
| 2012–13     | Aurora Tigers         | OJHL        | 46  | 8  | 20 | 28  | 28 | 6  | 0  | 1  | 1  | 0  |
| 2013–14     | Aurora Tigers         | OJHL        | 41  | 17 | 47 | 64  | 16 | 21 | 10 | 11 | 21 | 28 |
| 2014–15     | Northeastern Huskies  | NCAA        | 25  | 5  | 2  | 7   | 0  | —  | —  | —  | —  | —  |
| 2015–16     | Northeastern Huskies  | NCAA        | 39  | 10 | 18 | 28  | 2  | —  | —  | —  | —  | —  |
| 2016–17     | Northeastern Huskies  | NCAA        | 38  | 21 | 36 | 57  | 12 | —  | —  | —  | —  | —  |
| 2017–18     | Chicago Blackhawks    | NHL         | 1   | 0  | 2  | 2   | 0  | —  | —  | —  | —  | —  |
| 2017–18     | Northeastern Huskies  | NCAA        | 35  | 22 | 32 | 54  | 22 | —  | —  | —  | —  | —  |
| 2018–19     | Rockford IceHogs      | AHL         | 46  | 17 | 18 | 35  | 12 | —  | —  | —  | —  | —  |
| 2018–19     | Chicago Blackhawks    | NHL         | 33  | 0  | 8  | 8   | 0  | —  | —  | —  | —  | —  |
| 2019–20     | Rockford IceHogs      | AHL         | 45  | 14 | 19 | 33  | 20 | —  | —  | —  | —  | —  |
| 2019–20     | Chicago Blackhawks    | NHL         | 9   | 1  | 2  | 3   | 0  | —  | —  | —  | —  | —  |
| NHL totalt  | NHL totalt            | NHL totalt  | 47  | 1  | 13 | 14  | 0  | —  | —  | —  | —  | —  |
| NCAA totalt | NCAA totalt           | NCAA totalt | 137 | 58 | 88 | 146 | 36 | —  | —  | —  | —  | —  |